# 芒特薩米特 (印地安納州)
芒特薩米特（英語：Mount Summit）是一個位於美國印地安納州亨利縣的城鎮。

## 人口
根據2010年美國人口普查的數據，芒特薩米特的面積為0.37平方千米，當中陸地面積為0.37平方千米，而水域面積為0.00平方千米。當地共有人口352人，而人口密度為每平方千米951人。